# TRICK (倖田來未のアルバム)
『TRICK』（トリック）は、2009年1月28日に発売された日本の歌手・倖田來未の7枚目のオリジナルアルバム。発売元はrhythm zone。

## 解説
オリジナルアルバムとしては、2008年に発売された『Kingdom』以来、約1年振りのリリースとなる。ジャケット写真がそれぞれ異なる「CD+2DVD」（限定版ではない）、「CD」のみの、それぞれの「通常版」と、初の試みとして、予約を行うだけで通常価格から割り引きされる限定サービス・「TRICKプライス版」（同2種）の合計4形態でのリリースとなった。
40枚目のシングル『MOON』から「Moon Crying」、「That Ain't Cool」、41枚目のシングルの「TABOO」、先行シングルとなった42枚目の「stay with me」の既存曲4曲と新曲11曲を加えた全15曲収録（ボーナストラック含む）。なお、「Once again」、「Lady go!」、「Always」、「Winter Bell」は収録されていない。
また、「CD+2DVD」の「TRICKプライス版」にはボーナストラックとして、オランダ出身のロックバンド・ショッキング・ブルーのカバーである「Venus」が追加収録されている。 
DVD2は、2008年10月23日に新木場STUDIO COASTにて、“踊れること”をコンセプトに、クラブを意識して構成され、一夜限りで行われた「KODA KUMI SPECIAL LIVE“Dirty Ballroom”〜one night show〜」の模様を完全収録したライブDVDとなっている。
「TRICKキャンペーン第2弾」として、「CD+2DVD」（「TRICKプライス版」も含む）に、39枚の「ラッキーTRICKゴールドカード」、または390枚の「ラッキーTRICKシルバーカード」がランダムに封入され、該当者は応募すると、「ラッキーTRICKゴールドカード」では彼女の直筆サイン入り「TRICKスペシャルポスター」のプレゼント、「ラッキーTRICKシルバーカード」では「TRICKスペシャルポスター」をプレゼントされる特典があった。
全タイプ初回限定版には、「KODA KUMI LIVE TOUR 2009 〜TRICK〜」の先行予約案内告知用紙が封入された。
本作のリリースを記念して、着うた、FLASHパズルゲームの配信、彼女本人からの動画メッセージなどのコンテンツが用意されている『期間限定「TRICK」特設モバイルサイト』が開設された。

## コンセプト
本作のテーマは“エンターテインメントの追求”。彼女にとってのエンターテインメントの集大成がライブであり、今回はそのライブの構想も同時に練りながら曲を制作したとのことである。そのために、200曲以上あるデモテープを聴きながら、ライブで映えそうだと思った曲を選んでいったのだという。

## 制作背景
本作は、ヒップホップ、エレクトロ、ロック、R&B、バラード、ポップスと、振り幅の広い曲を揃え、色々な人物に化けるという“音楽のトリック”を繰り広げることで“新鮮な驚き”を届けたい、という思いを込めて作った作品であると彼女は語っている。
DVD1は「ミュージックビデオ集」となっている。「前作『Kingdom』では全曲のPVを撮影したが、今回の『TRICK』では全曲ではなく、今作をバランスよく多角的に描ける楽曲のみをセレクトして映像にした。そこで選ばれたのが、アルバムの軸となり全体のイメージを表現できる「show girl」。そして、素顔の自分を表現している「JUST THE WAY YOU ARE」であった」と語っている。

## 楽曲解説
※ここでの解説はアルバムのみ収録の楽曲について行う。シングル楽曲の解説や詳細に関しては、各シングル曲の記事を参照。
INTRODUCTION FOR TRICK
アルバムのオープニングを飾るインスト。歌詞があるものの、ブックレットには記載されていない。
このインストに関して彼女は、「やはり自分の原点はHIPHOPやR&Bにあると思い、今作のインストは重めのHIPHOPをオープニングにもってきた」と語っている。
show girl
「この楽曲が軸となって“TRICK”という今作のコンセプトへと構想が広がっていったというR&Bナンバー。この楽曲で描いているのは“ショーガールの楽屋裏”であり、“男を翻弄する女性”をテーマにしている」と語っている。
Your Love
「TABOO」を制作したHIROが作詞作曲を行ったミドルテンポナンバー。
この曲に関して、「基本的に自らの作品は、自分で作詞したいと考えているが、ストレートな言葉がメロディに乗って、すんなり自分の中に入ってきたっていうのもあったし、男性目線の歌詞が新鮮だったっていうのもあった。この曲には、私が“好きな人にはこうあってほしい”と思う男性の姿が描かれているから是非収録しようと思った」と語っている。
This is not a love song
自分が今まで描いたことのなかった、人間の“闇”をテーマにして作った楽曲と語っており、「神様に願っているだけでは何も起こらない。自分自身が歩き出さないと、何も人生は変わらない」というメッセージ性を込めたR&Bナンバーとなっている。
Driving
自分が車のハンドルを握っていて、その助手席にリスナーを乗せ、近未来の都市を車で疾走する映像を想像しながら作ったという、エレクトロナンバーとなっている。また、この曲は“楽しい世界へ連れてってあげるよ”と、彼女がリスナーをリードする楽曲でもあるので、強い女性をイメージする必要があったという事もあり、彼女が憧れている峰不二子をイメージしたと語っている。
Bling Bling Bling feat. AK-69
“私は安い女じゃない”“そこらへんの女と一緒にしないで”“私のことが好きなら何でもできるでしょう？”と、男性を服従させるゴージャスな女性がイメージされているのだというHIP HOPナンバー。男性との掛け合いにしたいという思いから、良いラッパーとコラボレーションしたい考え、AK-69にコラボを依頼したとの事。
本作リリースに合わせて『ミュージックステーション』にてテレビ初披露された。
Hurry Up!
“男に翻弄される女性”をテーマに、“騙されてはいる。しかし泣き寝入りなんかしたくない”という切なさと怒りが混在する、混沌とした叫びを描いている、初めて4つ打ち系のロックに挑戦としたというロックナンバー。
JUST THE WAY YOU ARE
“素顔の倖田來未”をテーマに作られた、ミディアムなR&Bナンバー。
“毎日はドラマのように上手くはいかないけど、そんな自分を大切な友達が支えてくれる”という“セックス・アンド・ザ・シティ”的な日常を描いたとの事。ミュージック・ビデオが製作されており、ロケ地として栃木県那須町の遊園地「那須ハイランドパーク」にて貸切で撮影が行われた。本MVについて倖田は『「show girl」と相反する素顔の自分を表現する為に、エキストラではなく、実際の友人に出演してもらい撮影を行った』と語っている。
Joyful
涙を流して化粧もボロボロな女性に、“そのままの君が素敵なんだよ”と、背中を押すような楽曲にしたいという思いから「Your Love」と同じく、男性目線で歌ったというポップナンバー。
本作リリースに合わせて『ミュージックステーション』にてテレビ初披露された。
愛のことば
「“エンターテインメントの追求”テーマとして、倖田來未が色んな表情に変化していくこのアルバム。その最後には、私のなかでずっと“変わらない”メッセージをリスナーに届けたいという思いで製作した」というバラードナンバー。
Venus
当初は、CMのためにカバーした楽曲であったが、ライブやa-nationで披露したところ、好評であった為に収録される事となった、全英語詞のアップテンポナンバー。「私の中では、CMの印象が強い楽曲。水辺を風をきりながら歩いている女性をイメージした」と語っている。

## 収録内容

### CD
1. INTRODUCTION FOR TRICK [1:17]
作詞・作曲・編曲：Daisuke "D.I" Imai
インスト曲
2. TABOO [3:50]
作詞：Kumi Koda, HIRO
作曲：HIRO(Digz,inc)
41stシングル表題曲
3. show girl [4:01]
作詞：Kumi Koda, Kaoru Kami
作曲：Kaoru Kami, Tomokazu Matsuzaw
4. Your Love [4:09]
作詞：Kumi Koda, HIRO
作曲：HIRO(Digz,inc)
5. stay with me [4:51]
作詞：Kumi Koda
作曲：成海カズト
編曲：華原大輔
ストリングスアレンジ：前嶋康明
42ndシングル表題曲
6. This is not a love song [3:23]
作詞・作曲：Kumi Koda, Steve Lee
7. Driving [4:21]
作詞：Kumi Koda
作曲：Tomokazu Matsuzawa
8. Bling Bling Bling feat. AK-69 [3:52]
作詞・作曲：Kumi Koda, Steve Lee, Tina Harris, Pete Martin
9. That Ain't Cool [3:28]
作詞・作曲：Kumi Koda, Stacy Ferguson, Keith Harris
40thシングル「MOON」収録曲
10. Hurry Up! [3:58]
作詞：Kumi Koda
作曲：Ryuichiro Yamaki
編曲：tasuku
11. Moon Crying [5:43]
作詞：Kumi Koda
作曲：miwa furuse
編曲：h-wonder, Jun Abe
ストリングスアレンジ：四家卯大
40thシングル「MOON」収録曲
12. JUST THE WAY YOU ARE [3:42]
作詞・作曲：Kumi Koda, Gerrard, Critchley
13. Joyful [5:00]
作詞：Kumi Koda
作曲：Miki Watanabe
編曲：h-wonder
14. 愛のことば [3:48]
作詞：Kumi Koda
作曲：Kosuke Morimoto
編曲：Masaki Iehara
15. Venus [3:25]
作詞・作曲：Robbie van Leeuwen
編曲：h-wonder
「CD＋2DVD」（ハッピーTRICK割引盤）のみ収録のボーナストラック

### DVD

#### Disc 2
MUSIC VIDEO
1. show girl
2. JUST THE WAY YOU ARE
3. Moon Crying
4. That Ain't Cool (Album version)
シングルのDVDに収録されているものとは別バージョン。
5. TABOO
6. stay with me

シークレットトラック
※ 以下の曲目は公式サイトやパッケージ等に掲載されていない。
画面右側の顔の目元（ラインストーン）を選択すると視聴可能。
1. show girl（Making Video）
2. JUST THE WAY YOU ARE（Making Video）
3. Moon Crying（Making Video）
4. That Ain't Cool（Making Video）
5. TABOO（Making Video）
6. stay with me（Making Video）

#### Disc3
KODA KUMI SPECIAL LIVE “Dirty Ballroom” 〜One Night Show〜
1. Cherry Girl -Space Cowboy Remix-
2. D.D.D.
3. Shake It Up -Kazz Caribbean Remix-
4. Always
5. come back
6. Butterfly
7. Bounce
8. BUT
9. Teaser Feat.Clench & Blistah
10. Hot Stuff feat. KM-MARKIT
11. 甘い罠
12. 華
13. Candy feat.Mr.Blistah -Mad reggaeton remix-
14. Selfish 〜 the meaning of peace
15. WIND  -PORTABLE WIND MIX-

ENCOLE
1. TABOO
2. TAKE BACK (Sunset In Ibiza Remix)
3. 空 -Yukihiro Fukutomi Remix-

シークレットトラック
※ 公式サイトやパッケージ等には掲載されていない。
画面上に登場するピエロの鼻を選択で視聴可能。
- the Making of KODA KUMI SPECIAL LIVE “Dirty Ballroom” 〜One Night Show〜

## タイアップ
- music.jp TV-CFソング (#2, #3, #9)
- 日本テレビ系「女子レスリング世界選手権2008」イメージソング (#2)
- 「ニンテンドーDS」ソフト『采配のゆくえ』TV-CFソング (#2)
- トステム住研グループフィアスホーム TVCMソング (#4)
- au（KDDI / 沖縄セルラー電話）「LISMO」CFソング (#5)
- 朝日放送・テレビ朝日系ドラマ『パズル』主題歌 (#11)
- P&G ジレットVenus CMソング (#15)

## その他の収録アルバム (シングル曲除く)
- Driving
  - 『KODA KUMI DRIVING HIT'S』(前曲と繋がって収録)

## 収録ライブ映像 (シングル曲除く)
- INTRODUCTION FOR TRICK
※ 同ツアーでは「TRICK」としてフル尺で歌唱。音源について詳しくは、
  - 『KODA KUMI LIVE TOUR 2009 〜TRICK〜』
- show girl
  - 『KODA KUMI LIVE TOUR 2009 〜TRICK〜』(メドレー)
  - 『KODA KUMI 10th Anniversary 〜FANTASIA〜 in TOKYO DOME』
- This is not a love song
  - 『KODA KUMI LIVE TOUR 2009 〜TRICK〜』
  - 『KODA KUMI 2009 TAIWAN』
- Driving
  - 『KODA KUMI LIVE TOUR 2009 〜TRICK〜』
  - 『KODA KUMI 2009 TAIWAN』
- Bling Bling Bling feat.AK-69 (※は、AK-69と共演)
  - 『KODA KUMI LIVE TOUR 2009 〜TRICK〜』
    - (BONUS PICTURES) ※

  - 『a-nation'11』(Love Me Back)
    - 『Beach Mix』

  - 『Koda Kumi 15th Anniversary Premium Live』(WINTER of LOVE、ファンクラブ限定盤) ※
- Hurry Up!
  - 『KODA KUMI LIVE TOUR 2009 〜TRICK〜』
- JUST THE WAY YOU ARE
  - 『KODA KUMI LIVE TOUR 2009 〜TRICK〜』(メドレー)
- Joyful
  - 『KODA KUMI LIVE TOUR 2009 〜TRICK〜』
- 愛のことば
  - 『KODA KUMI "ETERNITY〜Love & Songs〜"at Billboard Live』
  - 『KODA KUMI 10th Anniversary 〜FANTASIA〜 in TOKYO DOME』
  - 『KODA KUMI Premium Night 〜Love & Songs〜』
- Venus
  - 『KODA KUMI LIVE TOUR 2009 〜TRICK〜』(メドレー)